# Винч
Винчът (от на английски: winch или на нидерландски: winsch), наричан понякога лебедка, е устройство за повдигане или преместване на товари чрез гъвкав елемент (въже, верига), навиващ се на барабан или преминаващ през верижно зъбчато колело.
Други възли: двигател, предавка, спирачен и задържащ механизъм, рама.
Дървеният винч се нарича рудан. Под това название обаче често се разбира винч, поставен на автомобил.